# Instituto de Ciencias del Mar y Limnología
El Instituto de Ciencias del Mar y Limnología (ICML) es una unidad académica de investigación y posgrado de la Universidad Nacional Autónoma de México (UNAM) que se especializa en contribuir al conocimiento científico de ecosistemas acuáticos con una perspectiva interdisciplinaria, principalmente de ciencias como biología, limnología, ecología, geología, química, física, entre otras.

## Historia
Fue fundado oficialmente el 7 de mayo de 1981 tras el acuerdo del Consejo Universitario, sin embargo su origen se remonta a investigaciones del Instituto de Biología, las cuales fueron iniciadas y dirigidas por Enrique Rioja Lo Bianco. Sus actividades se extendieron a otros institutos, en la década de los cincuenta, como el de Geología y el de Geofísica. Las bases para el desarrollo institucional de las ciencias del mar y la limnología en la UNAM se empezaron a sentar entre 1963 y 1970.

## Sedes
El instituto cuenta con cinco sedes en diferentes zonas del país, dos ubicadas en Ciudad Universitaria: Unidad Académica Ecología y Biodiversidad Acuática y la Unidad Académica Procesos Oceánicos y Costeros. Las otras tres sedes se encuentran cerca de la costa en diferentes estados, con la Unidad Académica Mazatlán en Sinaloa, la Unidad Académica de Sistemas Arrecifales en Puerto Morelos, Quintana Roo, y la Estación El Carmen en Ciudad del Carmen, Campeche.

## Áreas de investigación
Las áreas de investigación disponibles en el Instituto de Ciencias del Mar y Limnología son:
- Biología Acuática
- Limnología
- Química Acuática
- Geología Marina
- Oceanografía Física.[6]